# براد هوفمان
براد هوفمان (6 مارس 1953 - ) (بالإنجليزية: Brad Hoffman)‏ هو لاعب كرة سلة أمريكي في مركز هجوم خلفي. شارك في بطولة كأس العالم لكرة السلة 1978. ولعب مع نورث كارولينا تار هيلز ‏.

## وصلات خارجية
- براد هوفمان على موقع الاتحاد الدولي لكرة السلة (الإنجليزية)
- براد هوفمان على موقع كلية كرة السلة في سبورتس رفرنس.كوم (الإنجليزية)